# Protepicorsia latimarginalis
Protepicorsia latimarginalis es una especie polilla de la familia Crambidae. Fue descrita por Eugene G. Munroe en 1964. Se encuentra en Bolivia.